# Taraconica bojeri
Taraconica bojeri är en fjärilsart som beskrevs av Pierre E.L. Viette 1982. Taraconica bojeri ingår i släktet Taraconica och familjen nattflyn. Inga underarter finns listade i Catalogue of Life.